# Difluoruro de metilfosfonilo
El difluoruro de metilfosfonilo (DF), también conocido como EA-1251 o difluoro, es un precursor de armas químicas. Su fórmula química es CH3POF2. Es una sustancia de la Lista 1 bajo la Convención de Armas Químicas. Se utiliza para la producción de sarín y somán como componente de armas químicas binarias; un ejemplo es el proyectil de artillería M687, donde se usa junto con una mezcla de alcohol isopropílico e isopropilamina, produciendo sarín.

## Preparación
El difluoruro de metilfosfonilo se puede preparar haciendo reaccionar el dicloruro de metilfosfonilo con fluoruro de hidrógeno (HF) o fluoruro de sodio (NaF).

## Seguridad
El difluoruro de metilfosfonilo es tanto reactivo como corrosivo. Se absorbe a través de la piel y causa quemaduras y síntomas leves de agentes nerviosos. Reacciona con el agua, produciendo vapores de HF y ácido metilfosfónico como resultado. También es capaz de corroer el vidrio.

## Importancia en las relaciones internacionales
En 2013–2014, las reservas de productos químicos cubiertas por la CAQ se retiraron de Siria y se destruyeron. Del acopio, 581 toneladas (más del 96%) del acopio eran DF. Fue destruido por el ejército de los EE. UU. en el MV Cape Ray por hidrólisis.